# Hospital del Norte de Tenerife
Hospital del Norte de Tenerife (L'Ospedale Tenerife Nord) si trova nel comune di Icod de los Vinos, nel nord dell'isola di Tenerife (Isole Canarie, Spagna). Si tratta di un ospedale di secondo livello e quindi allo stesso livello degli ospedali insulari delle isole minori dell'arcipelago delle Canarie.
È un centro sanitario dipendente dall'Hospital Universitario de Canarias (San Cristóbal de La Laguna), ed è un centro che copre i comuni del nord dell'isola di Tenerife.